# Іоан IV Александрійський
Іоан IV Александрійський (... – 579 рік), Папа і Патріарх Александрійський і всієї Африки з 569 по 579 рік.
Висвячений у Константинополі Вселенським патріархом Іоаном у 569 році. Помер через десять років після сходження на кафедру.

## Зовнішні посилання
- JOHN IV (569-579) (англ.). The official web site of Greek Orthodox Patriarchate of Alexandria and All Africa.